# Znanstvena terminologija
Knjigo z naslovom Znanstvena terminologija je napisal Matej Cigale, leta 1880 v Ljubljani. Knjigo je založila in natisnila Matica slovenska. Okoli leta 1867, je Matej Cigale služboval kot poklicni profesor, tedaj naj bi izšli knjigi o logiki in psihologiji, ki bi Slovencem omogočili pogovor o tehničnih zadevah. Takrat se tudi sam ponudi, da prevzame področje Psihologije, kar je odbor Slovenske matice sprejel na seji, ki je potekala 19. decembra leta 1867, in Cigale se je takoj lotil zbiranja gradiva, a vseeno mu knjige ni uspelo izdati v predvidenem roku.
Kljub vsemu se glede na veliko sorodnosti slovenskemu jeziku sklene obrniti na njene predhodne oz. sorodne jezike. Osredotočil se je predvsem na hrvaško terminologijo, ki je bila napisana in odobrena s strani njihovega ministra bogoslužja in šolstva, grofa Leona Thuna Čeha. Tako se Cigale obrne na profesorja Tuška, ki je takrat služboval v Zagrebu, z vprašanjem o njihovi (hrvaški) terminologiji. 
Novo nastale terminologije, so šle v roke gospodu Šulku, ta pa je popravil vse kar se mu je zdelo potrebno popravka. Kljub vsem napotkom, ki jih je Cigale dobil, se odloči počakati da hrvaška terminologija dokončno izide (končen izdelek ni presegel pričakovanj). 
Že v uvodnem delu, ki ga je poimenoval Predgovor je ogromno nejasnih oz. nam tujih besed, ki so zastarele ali pa izvirajo iz nemščine. Tako je v namen lažjega razumevanja samega dela dodal še slovar, v katerem je obrazložil vse tujke. Kljub velikemu številu prej omenjenih razlag besed je sam avtor mnenja da bi bil sam slovar lahko še daljši, da bi ugodil vsem bralcem ter da bi tako vsi razumeli o čem piše.